# Love (фильм)
«Love» — российский комедийно-мелодраматический фильм режиссёра Игоря Твердохлебова. Выход в широкий прокат состоялся 11 февраля 2021 года.

## Сюжет
Лучшее место, где можно провести праздник 14 февраля — отель Love. И в очередной раз его двери открыты для всех, кто хочет, чтобы День всех влюблённых стал особенным, мечтает снова поверить в любовь или хотя бы не оказаться в одиночестве.
После 40 лет выпускного, бывшие однокурсники встречаются в ресторане, и старые чувства вспыхивают с новой силой. Ревнивый муж пытается попасть во все номера на этаже, чтобы найти пропавшую со связи жену. Частный детектив и его клиентка устраивают шпионское шоу с прослушкой, чтобы вывести на чистую воду мужа-негодяя.
Горничная, иммигрантка из Узбекистана, выбирает между любовью к своему молодому человеку и деньгами от его мамы, выданными за её немедленное возвращение домой. Скромный студент, мечтающий стать мужчиной всего за один час, никогда не будет прежним после встречи с самой болтливой ночной бабочкой города…

## В ролях
| Актёр              | Роль       |
| ------------------ | ---------- |
| Сергей Светлаков   | Борис      |
| Тимур Батрутдинов  | Юрий       |
| Ян Цапник          | Константин |
| Камиль Ларин       | Игорь      |
| Анатолий Белый     | Максим     |
| Мария Миронова     | Ольга      |
| Ксения Собчак      | камео      |
| Елена Валюшкина    | Таня       |
| Юрий Стоянов       | Дима       |
| Екатерина Варнава  | Виолетта   |
| Филипп Ершов       | Семён      |
| Ирис Лебедева      | невеста    |
| Евгений Романцов   | жених      |
| Наталья Паршенкова | Наташа     |
| Алина Алексеева    | Люба       |
| Ирина Розанова     | мама Олега |
| Сабина Ахмедова    | Гуля       |
| Макар Запорожский  | Олег       |
| Станислав Ярушин   | Виктор     |
| Игорь Золотовицкий | Николай    |
| Валентина Мазунина | жена Юрия  |

## Производство и прокат
Съёмки фильма начались 22 сентября 2020 года в Москве.
Трейлер фильма вышел в конце декабря 2020 года.
3 февраля 2021 года состоялась премьера фильма в московском кинотеатре «Октябрь».
В широкий прокат фильм вышел 11 февраля 2021 года.

## Отзывы
Фильм получил разные отзывы.
Тимур Алиев на сайте kinoafisha.info написал, что «в интерьере красивого отеля происходит ряд историй, призванных дарить любовь друг другу, несмотря ни на что», но также добавил, что «в сухом остатке фильм „Love“ лишён и юмора, и ярких актёрских работ, и, главное, праздничного настроения, которое картина могла бы передать зрителям».
Сергей Хамзин из dvnovosti.ru написал следующее: «Фильм „Love“ получился не просто весёлым, он философский. Каждый зритель легко в героях найдёт того, кто ближе именно ему. И ситуации, в которых оказываются персонажи, заставят не раз задуматься: а всё ли в нашей жизни идёт так, как того хотим мы? Может, ещё есть время все исправить к лучшему? Комедия „Love“ идеальна для просмотра вдвоём, поэтому дата релиза накануне Дня святого Валентина выбрана очень удачно».